# Princípios Peelianos
Os princípios Peelianos se referem as ideias que Sir Robert Peel, o qual os desenvolveu para a criação e definição uma força policial ética. A abordagem expressa nesses princípios é comumente conhecida como policiamento por consentimento no Reino Unido e em outros países, como Irlanda, Canadá, Austrália e Nova Zelândia.
Nesse modelo, os policiais são vistos como cidadãos fardados. Eles exercem seus poderes para policiar seus concidadãos com o consentimento implícito desses concidadãos. "Policiar por consentimento" indica que a legitimidade do policiamento segundo a população e é baseada em um consenso de apoio que decorre da transparência sobre seus poderes, sua integridade no exercício desses poderes e sua responsabilidade por fazê-lo.

## Contexto histórico

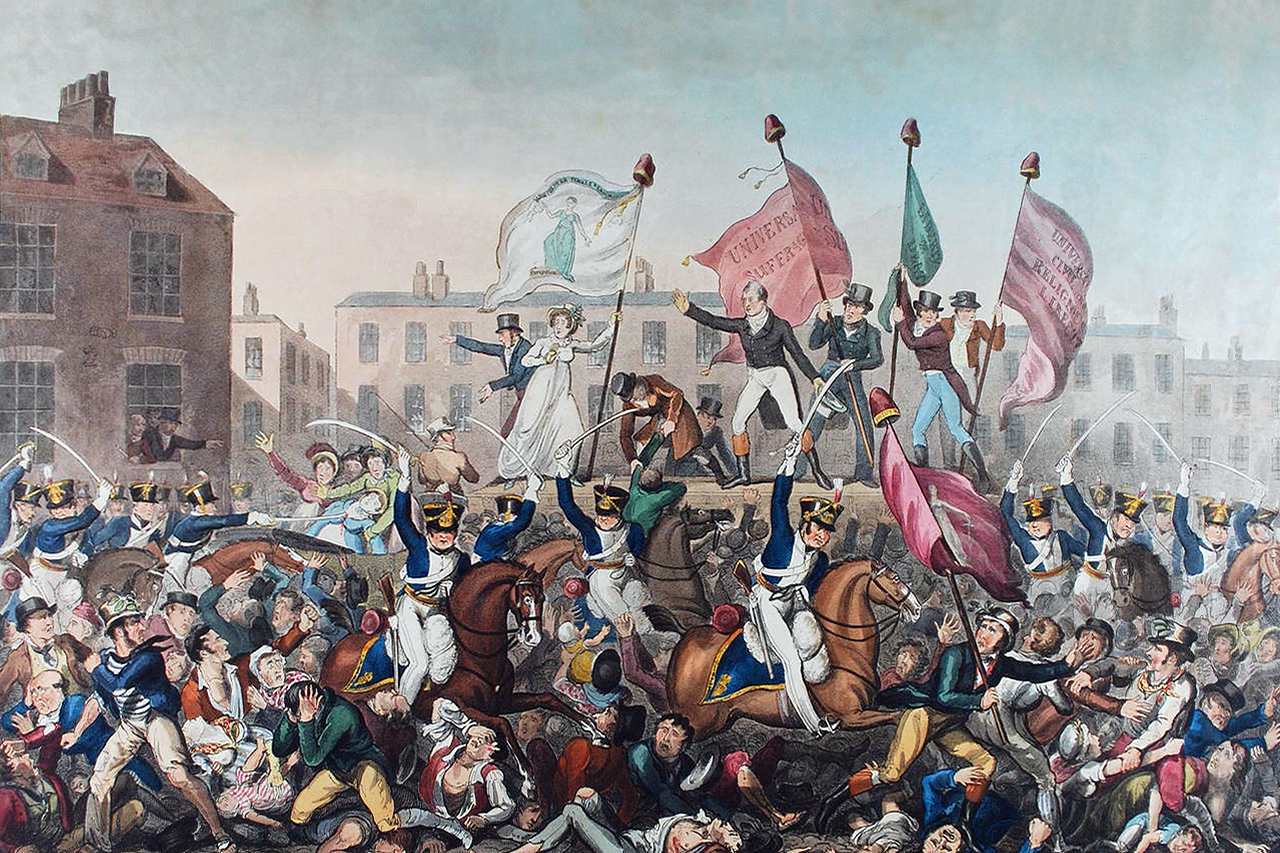
O massacre de Peterloo, retratado aqui por Richard Carlile em 1819, foi um dos conflitos entre o povo e as autoridades na Grã-Bretanha antes da adoção dos princípios de Peelian.

No Reino Unido (início do século 19), as tentativas do governo de criar uma força policial para Londres encontraram oposição. O povo suspeitava da ideia de uma força policial grande e possivelmente armada e temiam que ela pudesse ser usada para repressão. Desde 1793, a Grã-Bretanha estava em guerra com a França, sede da força policial mais conhecida, organizada e bem paga da época, bem como uma força policial secreta e política, e muitos britânicos se sentiam desconfortáveis com qualquer associação de força policial. com a França. A maioria das pessoas não achava que era função do governo nacional estabelecer e controlar uma força policial, e achava que deveria estar sob controle local.
Após o fim das Guerras Napoleônicas em 1816, diversos fatores fizeram que o país chegasse a uma grave depressão. A crescente industrialização do país, combinada com a desmobilização das forças, levou ao desemprego em massa. As Leis do Milho causaram grandes no preço do pão, enquanto a revogação do imposto de renda significava que a dívida de guerra tinha de ser recuperada tributando as commodities, forçando seus preços ainda mais altos. Além disso, 1817 foi excepcionalmente úmido e frio, produzindo uma colheita muito ruim. Isso levou ao chamado levante de Pentrich, pelo qual três homens foram enforcados e decapitados em Derby Gaol .
O Massacre de Peterloo de 1819 no Campo de St Peter's, Manchester ocorreu quando pelo menos dezoito morreram depois que 60.000 pessoas que se reuniram para defender o Sufrágio Universal (entre outras ideias) foram atacados por  cavalaria. Isso foi seguido pela Revolta de Yorkshire West Riding de 1820 e a Revolta de Cinderloo de 1821, a última das quais resultou em duas mortes e um homem enforcado posteriormente. Foi neste contexto que Peel disse que "embora a emancipação fosse um grande perigo, o conflito civil era um perigo ainda maior" e, assim, os princípios conhecidos como de Peel foram desenvolvidos.

## Princípios de Sir Robert Peel

### Desenvolvimento
Londres no início de 1800 tinha uma população de quase 1 milhão e meio de pessoas, mas era vigiada somente por 450 policiais e 4.500 vigias noturnos que pertenciam a muitas organizações. Vários comitês do parlamento examinaram o policiamento de Londres e fizeram propostas para ajudar a evoluir a situação existente. O conceito de policiamento profissional foi adotado por Robert Peel quando se tornou ministro do Interior em 1822, enfatizando uma abordagem rigorosa e menos pessoal para a aplicação da lei. A Lei da Polícia Metropolitana de Peel de 1829 estabeleceu uma força policial em tempo integral, profissional e organizada centralmente para a área da Grande Londres, conhecida como Polícia Metropolitana .
Os princípios descrevem a filosofia desenvolvida por  Sir Robert Peel para definir uma força policial ética. Os princípios tradicionalmente atribuídos a Peel afirmam que:  
- A eficiência da polícia não é medida pelo número de prisões, mas pela falta de crimes.
- Acima de tudo, uma figura de autoridade eficaz sabe que a confiança e a responsabilidade são fundamentais. Daí o princípio mais conhecido de Peel de que "a polícia é o público e o público é a polícia".

Os oficiais da Polícia Metropolitana de Londres eram normalmente chamados de 'Bobbies' em homenagem a Sir Robert (Bobby) Peel, e são considerados a primeira força policial moderna .

### Os nove princípios do policiamento
Os 9 princípios originaram-se das "Instruções Gerais" dadas a cada novo policial da Polícia Metropolitana, a partir de 1829. Embora Robert Peel discutisse o espírito de alguns desses princípios em seus discursos e outras comunicações, os historiadores Susan Lentz e Robert Chaires não encontraram nenhuma prova de que ele teria compilado uma lista formal. O Ministério do Interior sugeriu que as instruções provavelmente foram escritas, não pelo próprio Peel, mas por Charles Rowan e Richard Mayne, os comissários conjuntos da Polícia Metropolitana quando ela foi fundada.
Esses princípios iniciais foram aumentados para nove por Charles Reith em seu livro de 1948 A Short History of the British Police e é desta forma que eles são geralmente citados: 
1. Prevenir o crime e a desordem, como alternativa à sua repressão pela força militar e à severidade das punições.
2. Reconhecer sempre que o poder da polícia para cumprir suas funções e deveres depende da aprovação popular de sua existência, ações e comportamento e de sua capacidade de garantir e manter o respeito público.
3. Reconhecer sempre que assegurar e manter o respeito e a aprovação do povo significa também assegurar a cooperação voluntária do público na tarefa de garantir o cumprimento das leis.
4. Reconhecer sempre que a medida em que a cooperação do povo pode ser assegurada diminui proporcionalmente a necessidade do uso da força física e da compulsão para atingir os objetivos da polícia.
5. Buscar e preservar a aprovação do povo, não bajulando a opinião pública, mas demonstrando constantemente serviço absolutamente imparcial à lei, com total independência de política e sem levar em consideração a justiça ou injustiça da substância de leis individuais, oferecendo prontamente serviço e amizade a todos os membros do público, independentemente de sua riqueza ou posição social, pelo pronto exercício de cortesia e bom humor amigável e pela pronta oferta de sacrifício individual para proteger e preservar a vida.
6. Usar a força física somente quando o exercício de persuasão, conselho e advertência for considerado insuficiente para obter a cooperação pública na medida necessária para garantir a observância da lei ou restaurar a ordem, e usar apenas o grau mínimo de força física que é necessária em qualquer ocasião particular para alcançar um objetivo policial.
7. Manter sempre  um relacionamento com o público que dê realidade à tradição histórica de que a polícia é o povo e que o povo é a polícia, sendo a polícia apenas membros do povo que são pagos para dar atenção em tempo integral aos deveres que incumbem a todos os cidadãos no interesse do bem-estar e da existência da comunidade.
8. Reconhecer sempre a necessidade de cumprimento estrito das funções policiais-executivas, e abster-se de sequer parecer usurpar os poderes do judiciário de vingar indivíduos ou do Estado, e de julgar com autoridade a culpa e punir os culpados.
9. Reconhecer sempre que o teste da eficiência da polícia é a ausência de crime e desordem, e não a evidência visível da ação policial ao lidar com eles.

### Legitimidade
A presença de policiais em  Londres representou um novo símbolo do poder do Estado e gerou diversos questionamentos sobre a legitimidade da polícia . O governo tentou evitar qualquer sugestão de que a polícia era uma força militar, então eles não estavam armados. Tampouco seu uniforme era parecido com o militar.
Na época, o governo local tinha um papel muito relevante no dia-a-dia dos cidadãos. Inicialmente, muitos setores da sociedade se opuseram à nova polícia. A incerteza sobre o que eles poderiam ou não fazer foi responsável por muitas das primeiras queixas contra a polícia.
Os oficiais da polícia atuavam como um ponto de contato entre o estado e o povo em geral.  A legitimidade crescente desse poder do Estado refletiu-se na opinião pública sobre o policiamento. À medida que o século XIX avançava, a polícia era vista de forma mais favorável por muitos setores da sociedade. Ainda assim, mesmo no século XX, as tensões permaneceram.

## Policiamento por consentimento

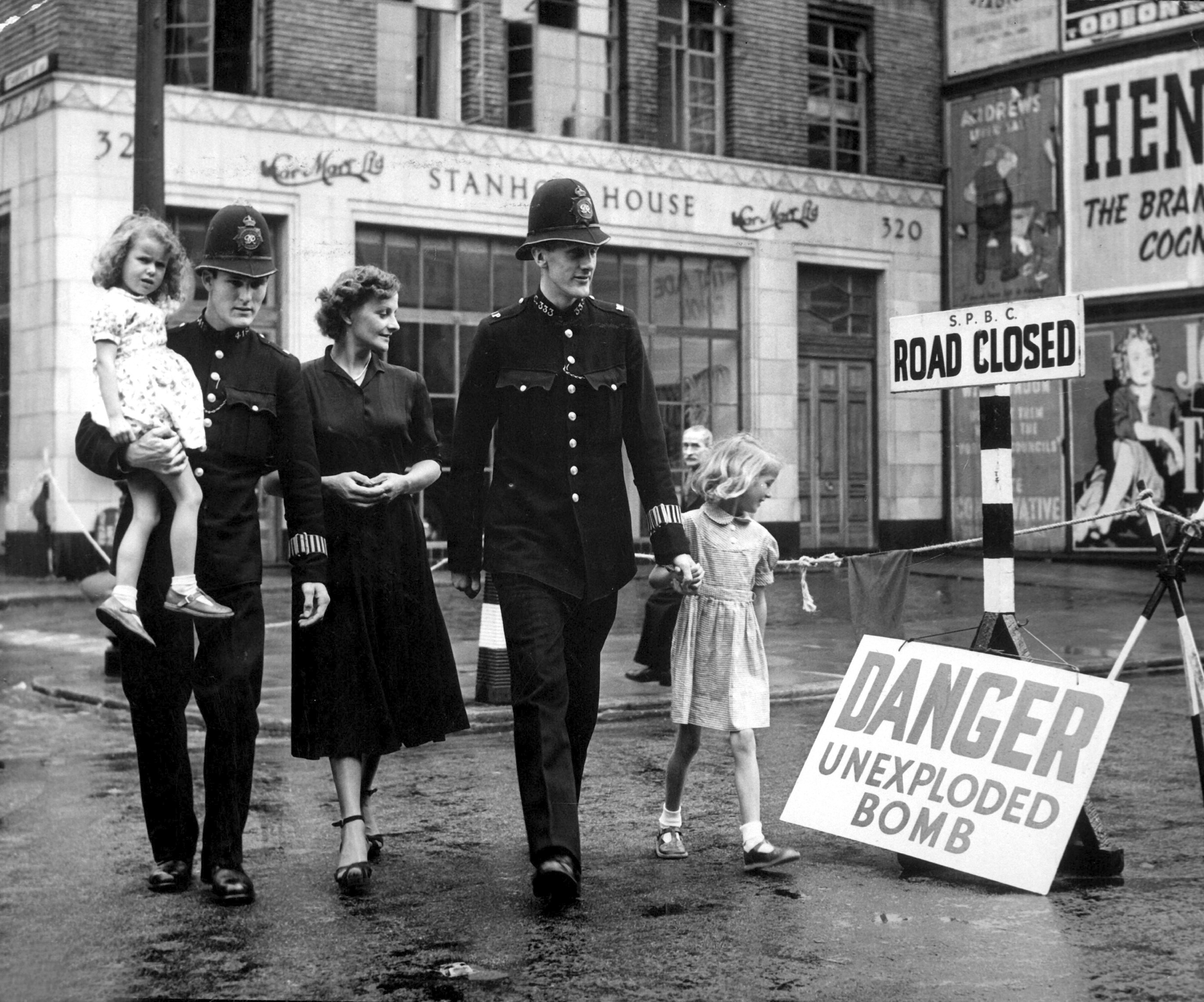
Cooperação entre a polícia e o público durante a guerra em Londres, 1941

### Cooperação pública
O historiador Charles Reith explicou em seu livro "New Study of Police History "(1956) que esses princípios constituíam uma abordagem de policiamento "única na história e em todo o mundo, porque derivava, não do medo, mas quase exclusivamente da cooperação pública. com a polícia, induzida por eles intencionalmente por um comportamento que assegura e mantém para eles a aprovação, respeito e afeição do público”.
O Ministério do Interior do governo do Reino Unido em 2012 explicou o policiamento por consentimento como "o poder da polícia proveniente do consentimento comum do ´povo, em oposição ao poder do estado. Não quer dizer "consentimento de um indivíduo" e acrescentou uma declaração adicional fora dos princípios de Peelian: "Nenhum indivíduo pode optar por retirar seu consentimento da polícia ou de uma lei." O Ministério do Interior definiu a legitimidade do policiamento, conforme o interesse do povo, com base em um consenso geral de apoio decorrente da transparência sobre seus poderes, sua integridade no exercício desses poderes e sua responsabilidade por fazê-lo.
Um estudo do ano de 2021 descreveu o policiamento por consentimento em três formas: "que os policiais são cidadãos de uniforme; que o dever principal da polícia é para com o povo, não o estado; e que o uso da força é um último recurso." Outro estudo contrasta o policiamento por consentimento com o 'policiamento por lei' e afirma: "Embora a premissa básica do policiamento no Reino Unido seja por consentimento, o sistema policial britânico, como existe agora, é mais um processo inverso de investir mais poder nas pessoas por lei, do que o policiamento por consentimento. Assim, o policiamento no Reino Unido tornou-se agora o policiamento por lei, mas uma lei que exige uma polícia que preste contas ao público."

### Influência internacional
A influência dessa filosofia de policiamento pode ser encontrada hoje em muitas partes da Comunidade das Nações, incluindo Canadá, Austrália e Nova Zelândia. Também é observado nas forças policiais das dependências da Coroa e dos Territórios Ultramarinos Britânicos . O modelo britânico  influenciou o policiamento nos EUA, ainda que alguns comentem que os EUA se afastaram desses princípios. Os princípios informaram o movimento americano de policiamento comunitário na década de 1960 e ainda são um componente dessa doutrina. O reformador da aplicação da lei americana William Bratton os chamou de "minha bíblia" em 2014, mas outros comentaram em 2020 que a aplicação dos princípios nos Estados Unidos parece cada vez mais distante da realidade. A expressão às vezes é aplicado para descrever o policiamento na República da Irlanda, e na Irlanda do Norte . Enquanto Hong Kong era uma colônia britânica, e por um tempo depois, o conceito de policiamento por consentimento foi aplicado, mas essa abordagem desapareceu desde então. O conceito também foi aplicado a outros países, cujas forças policiais são rotineiramente desarmadas .
Certos países, como Finlândia, a Noruega e outros países nórdicos, desenvolveram um modelo consensual de policiamento independente dos princípios Peelianos.

### Policiamento de ordem pública

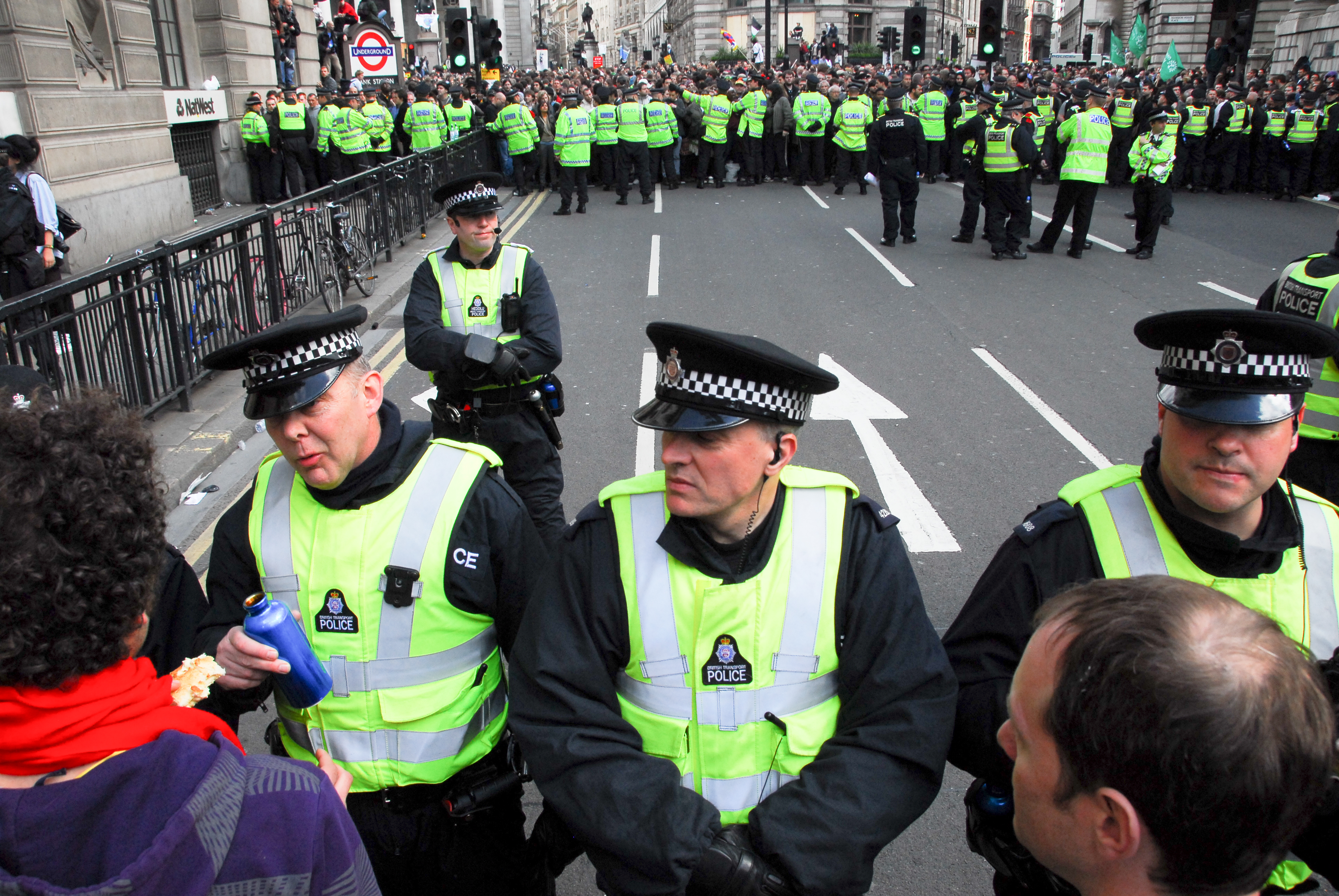
O princípio do consentimento levou a uma abordagem distinta do policiamento da ordem pública, como aqui nos protestos do G20 em Londres em 2009.

O Reino Unido tem uma abordagem diferente para policiar crimes de ordem pública, como motins, em comparação com outros países ocidentais, como a França. No entanto, o policiamento da ordem pública apresenta desafios à abordagem do policiamento por consentimento. A morte de Ian Tomlinson após ser atingido por um policial durante os protestos da cúpula do G-20 em 2009 provocou um debate no Reino Unido sobre a relação entre polícia, mídia e público, e a independência da Comissão Independente de Queixas Policiais . Em resposta às preocupações, o Inspetor Chefe da Polícia, Denis O'Connor, publicou um relatório de 150 páginas em novembro de 2009 que buscava restaurar o modelo de policiamento baseado no consentimento no Reino Unido.
O policiamento por consentimento permanece sendo um elemento central para a polícia no Reino Unido e na República da Irlanda durante a aplicação de leis temporárias durante a pandemia de COVID-19 .

### Uso de armas de fogo pela polícia
Os pedidos para uso de armas de fogo de forma rotineira por policiais têm sofrido resistência no Reino Unido. Com uma longa história de policiamento desarmado, o uso de armas de fogo pela polícia no Reino Unido é muito mais limitado do que em muitos outros países. O Reino Unido é uma das 19 nações que possuem forças policiais que estão rotineiramente sem armas ; esses países também têm regras comparativamente restritivas sobre a posse civil de armas. O aumento do uso de tasers no Reino Unido foi reconhecido como uma mudança fundamental no policiamento, e criticado como prejudicial ao policiamento por consentimento. Um estudo escreveu que o "fato de que os policiais operam em grande parte desarmados é um princípio fundamental e uma manifestação do policiamento por consentimento. Os ataques terroristas no Reino Unido e na Europa levaram a um aumento no envio de armas de fogo; o mesmo estudo encontrou respostas mais negativas no Reino Unido à polícia quando esta está armada. Na Finlândia, a polícia está armada, mas não pode atirar sem permissão direta, ou seja, está armada, mas não está autorizada por padrão.

### Treinamento de policiais
Na Finlândia e na Noruega, dois países que também seguem o modelo de policiamento baseado no consentimento, os recrutas da polícia estudam em faculdades nacionais e fazem estágio na polícia local, além de obter diplomas em direito criminal ou áreas afins. Nesses países, existem regras rigorosas sobre o que é considerado uso justificado da força.